# 序奏とアレグロ・アパッショナート
序奏とアレグロ・アパッショナート（独: Introduktion und Allegro appassionato. Konzertstück für Klavier und Orchester G-Dur op.92 ）作品92はロベルト・シューマンが1849年9月にドレスデンで作曲したピアノと管弦楽のための作品。
1850年2月14日、ライプツィヒで、ロベルトの妻クララ・シューマンのピアノ、ユリウス・リーツ指揮で初演され、1852年に出版された。

## 楽器編成
独奏ピアノ、フルート2、オーボエ2、クラリネット2、ファゴット2、ホルン2、トランペット2、ティンパニ、弦5部

## 構成
序奏 Introduction. Langsam
ゆっくりと、ト長調、4/4拍子。チェロの属音ペダルとピアノの分散和音に乗せて、クラリネット・ソロの旋律が抒情的に歌い始める。ほかの楽器も次々と加わっていき、豊かな音色の詩的世界を創り上げていく。終結部はピアノが付点リズム音型から成るフレーズを奏で、イ短調の和音で閉じる。

主部 Allegro
アレグロ、2/2拍子、ソナタ形式による。3連符のアウフタクトに合図される提示部の付点主題はホ短調で、オーケストラ・トゥッティと独奏ピアノが交互に対話する。独特な旋律の第2主題はやはりホ短調で、まずは独奏ピアノの左手低音部に、次いで右手に顔を出す。そしてさらに第3の主題が、独奏ピアノのハ長調の分散和音とともに現れる。その後は2つの部から成る展開部、再現部と続いてゆく。

演奏時間は約15分。